# Меркурий-Скаут-1
«Меркурий-Скаут 1» (англ. Mercury-Scout 1, сокр. MS-1) — американский космический аппарат предназначенный для проверки станций слежения, обеспечивающих полёты пилотируемых кораблей по проекту «Меркурий». Эта подпрограмма появилась в результате реализации предложений НАСА от 5 мая 1961 года, по использованию ракеты-носителя «Блю Скаут» для вывода на орбиту малых спутников с целью проверки и оценки всемирной сети слежения проекта «Меркурий» (MTN, сокр. англ. Mercury Tracking Network) в рамках подготовки к осуществлению пилотируемых орбитальных миссий. Запуск КА «Меркурий-Скаут 1» 1 ноября 1961 года был неудачен — спутник не достиг орбиты и подпрограмму закрыли.

## Предыстория

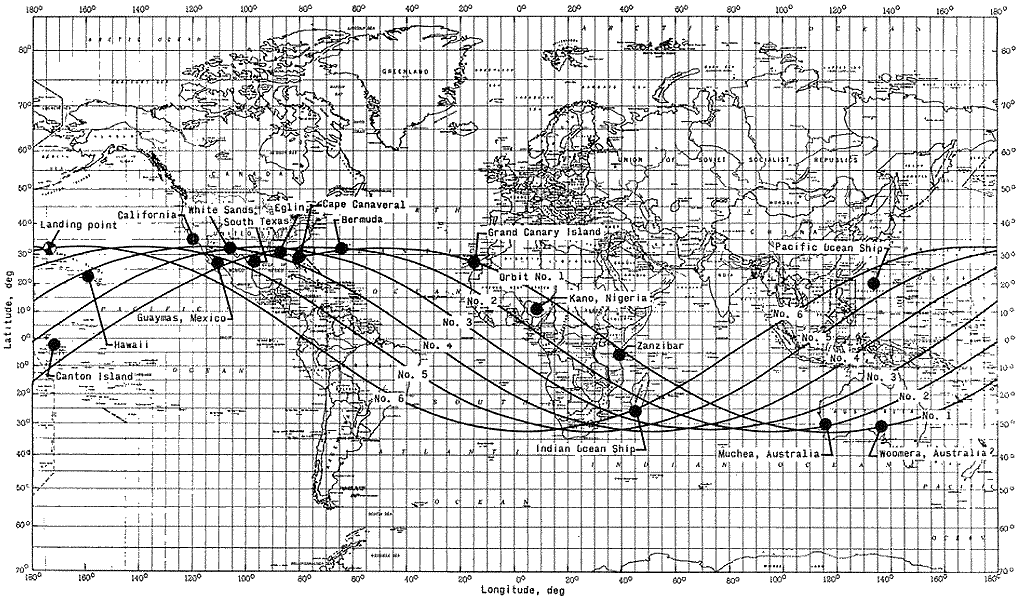
Сеть слежения проекта «Меркурий».

Сеть слежения MTN являлась серией принадлежащих и эксплуатируемых США наземных станций и кораблей слежения, расположенных по всему миру вдоль трассы полёта космических кораблей (КК) проекта Меркурий. При проходе космического корабля в нескольких сотнях милей от наземной станции, он мог воспользоваться прямой голосовой связью или сбросить телеметрию через коротковолновую или ультракоротковолновую радиостанцию и радиолокационную станцию C- или S-диапазона длин волн. Такие сеансы связи могли иметь длительность всего несколько минут, пока наземная станция не уходила за горизонт относительно КК. В периоды между прохождениями наземных станций слежения, КК «Меркурий» никакой связи с землёй не имели, за исключением случайных ненадёжных сеансов коротковолновой связи. В первой половине 1960-х годов ещё не существовало синхронной спутниковой связи. Наземные станции были связаны с центром управления НАСА программы «Меркурий» (Mercury Control NASA) во Флориде по наземным линиям связи, подводным кабелям и в некоторых случаях по коротковолновой радиосвязи.

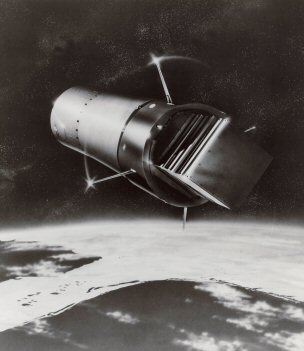
Меркурий-Скаут-1 (MS-1) на орбите (графика).

24 мая 1961 года решение было одобрено. 13 июня целевая космическая группа НАСА выпустила технические требования на модификацию ракеты-носителя «Блю Скаут» и малого спутника связи, ставшего известным как «Меркурий-Скаут». Спутник должен был имитировать пилотируемый корабль «Меркурий», позволяя проверить сеть слежения MTN и осуществить комплексную тренировку персонала сети.
Спутник связи MS-1 массой 67,5-килограмм, имел форму небольшого прямоугольного параллелепипеда. Электронная начинка спутника состояла из двух приемников команд, двух радиолокационных маяков-ответчиков для автосопровождения, двух передатчиков телеметрии, радиомаяков S- и C-диапазона длин волн и антенн; вся электроника запитывалась от аккумуляторной батареи ёмкостью 1500 ватт-часов.Батарея могла обеспечивать электронную аппаратуру спутника в течение 18½ часов до своего полного разряда.
Чтобы продлить срок активного существования спутника, его аппаратура должна была выключаться по команде с Земли, после первых трех витков по орбите (через 5 часов). За время нахождения в выключенном состоянии, полученные со спутника данные должны были быть проанализированы, после чего аппаратура MS-1 снова включалась на три очередных витка (ещё 5 часов). Этот цикл должен был повториться и третий раз. Специалисты проекта «Меркурий» считали, что предложенные три цикла включения и выключения аппаратуры спутника за время его полёта позволят сети слежения Mercury Tracking Network получить данные и опыт эквивалентные трём орбитальным миссиям кораблей «Меркурий».
Для первого запуска спутника «Меркурий-Скаут 1», в НАСА решили модернизировать ракету-носитель «Блю Скаут-2» ВВС США. ВВС США уже запускали РН этого семейства на мысе Канаверал и на этот раз решили действовать так же.

## Старт

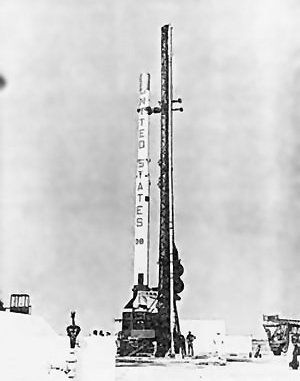
РН «Блю Скаут» на старте

MS-1 был запущен 1 ноября 1961 года, со стартового комплекса LC-18B. Сразу после начала подъёма ракета-носитель начала терять устойчивость и через 28 секунд первая ступень взорвалась, остальные 3 ступени РН были уничтожены через 44 секунды по команде офицера ответственного за безопасность полёта.
Дальнейшие запуски в рамках подпрограммы «Меркурий-Скаут» были отменены НАСА. Ко времени первого запуска «Меркурий-Скаут-1», был уже осуществлён первый успешный непилотируемый орбитальный космический полёт по программе «Меркурий» — Меркурий-Атлас-4 (MA-4). Меркурий-Атлас-5 (MA-5) с шимпанзе Энос на борту стартовал уже через 28 дней после неудавшегося «Меркурий-Скаута-1». Миссий
MA-4 и MA-5 оказалось достаточно для проверки сети слежения проекта «Меркурий» — Mercury Tracking Network, что делало дальнейшие пуски «Меркурий-Скаут» просто ненужными.